# Дьйортелек

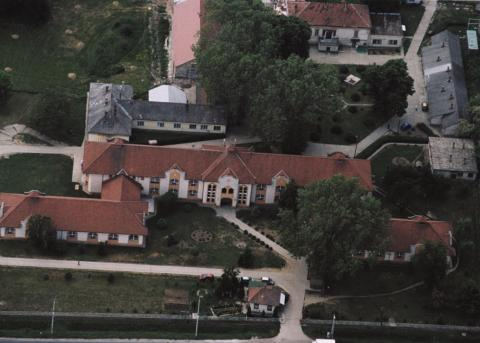

Дьйортелек (угор. Győrtelek; рум. Giurtelecu Джуртелеку) — село у медьє Саболч-Сатмар-Береґ в Угорщині. 